# 아라온
아라온(영어: Research Vessel Araon, RV Araon)은 대한민국의 최초의 연구용 아이스브레이커(쇄빙선)로서, 한국해양과학기술원 부설 극지연구소에서 운영하고 있다.
대한민국의 첫 쇄빙연구선으로, 2009년 12월 첫 항해를 나선 이래, 남극과 북극 등지를 오가면서 연구 활동 및 구조 활동 등을 하고 있다. 2020년 10월 31일에는 코로나19 범유행과 관련하여 장보고과학기지와 세종과학기지의 월동연구대원 교대를 위한 임무에 나섰다.

## 사고
2013년 12월 4일 19시 23분(UTC+2) 창운항공 소속 HL9404(Ka-32)가 아라온에 설치된 허가받지 않은 선상헬기장에 착륙하던 도중 보조격납고에 충돌, 뒤집히면서 전소되어 11명이 부상당했다. 항공철도사고조사위원회는 기장이 착륙장소가 협소함에도 위험이 제거되지 않은 상태에서도 비행을 결정하고 위험을 인식하지 못하는 등 상황인지능력이 미흡하였으며, 아라온호는 헬기 안전책임자가 없었고, 안전요원 또한 배치되지 않았으며, 격납고를 펼친 채로 이착륙을 허용하는 등 안전관리가 미흡했다고 결론내렸다.

## 같이 보기
- 쇄빙선
- 핵추진 쇄빙선
  - 레닌 쇄빙선
- 남극장보고과학기지
- 극지연구소
- 다산과학기지